# Anomphalogaza
Anomphalogaza is een geslacht van weekdieren uit de klasse van de Gastropoda (slakken).

## Soort
- Anomphalogaza moluccensis Hickman, 2012